# لاتوشا سكوت
لاتوشا سكوت (بالإنجليزية: LaTocha Scott)‏ هي مغنية وكاتبة أغاني وممثلة عرضية أمريكية. ولدت في 2 أكتوبر 1972 في أتلانتا، الولايات المتحدة. اشتهرت بأنها عضو في مجموعة اكس سكيب [الإنجليزية] المباعة متعددة البلاتين، والتي اشتهرت في التسعينيات.

## فيلموغرافيا
| سنة  | عنوان                   | دور    | ملاحظات       |
| ---- | ----------------------- | ------ | ------------- |
| 2005 | لعبة عادلة [الإنجليزية] | فانيسا | الدور المساعد |

| سنة  | عنوان                                              | دور                | ملاحظات                      |
| ---- | -------------------------------------------------- | ------------------ | ---------------------------- |
| 1994 | نادي ميكي ماوس الجديد كليًا (إم إم سي) [الإنجليزية] | نفسها كضيف الفرسان | يوم الضيف حلقة الموسم السابع |
| 2013 | آر أند بي ديفاز: أتلانتا [الإنجليزية]              | نفسها              | الموسم 2                     |
| 2017 | اكس سكيب: ما زال كيكين                             | نفسها              | فريق التمثيل الرئيسي         |

## روابط خارجية
- لاتوشا سكوت على موقع IMDb (الإنجليزية)
- لاتوشا سكوت على موقع ميوزك برينز (الإنجليزية)
- لاتوشا سكوت على موقع أول ميوزيك (الإنجليزية)
- لاتوشا سكوت على موقع ديسكوغز (الإنجليزية)
- لاتوشا سكوت على موقع قاعدة بيانات الفيلم (الإنجليزية)